# Liliana Bardijewska
Liliana Bardijewska (ur. 15 maja 1955 w Warszawie) – polska autorka słuchowisk, sztuk i utworów prozatorskich dla dzieci, krytyczka literacka i teatralna, tłumaczka literatury bułgarskiej, wydawczyni literatury dla dzieci i młodzieży.

## Życiorys
Córka dramaturga i satyryka Henryka Bardijewskiego. Ukończyła filologię słowiańską na Uniwersytecie Warszawskim. Jako krytyczka i recenzentka z zakresu teatru lalkowego i dziecięcego stale współpracuje z „Gazetą Wyborczą” oraz pismami teatralnymi – „Dialogiem”, „Teatrem” oraz „Teatrem Lalek”. Obecnie jest redaktor naczelną wydawnictwa Ezop. Współpracuje też z Polskim Radiem.
Ma w swoim dorobku 20 słuchowisk dla dzieci i dorosłych, 10 sztuk teatralnych i TV dla dzieci. Wydała ponadto powieści dla dzieci: Ratatuj (Czytelnik 1984), Bractwo Srebrnej Łyżeczki (Ezop 2004) oraz bajki dla najmłodszych: Zielony wędrowiec (Ezop 2001) i Moje – nie moje (Ezop 2004). Z języka bułgarskiego przetłumaczyła 6 powieści i zbiorów opowiadań i ponad 20 sztuk teatralnych oraz słuchowisk.
Kilkakrotnie była laureatką konkursu dramaturgicznego organizowanego przez Centrum Sztuki Dziecka w Poznaniu. W 2001 r. jej Zielony wędrowiec został książką roku w konkursie polskiej sekcji IBBY.
22 marca 2010 w Instytucie Teatralnym im. Zbigniewa Raszewskiego w Warszawie, podczas uroczystości z okazji Światowego Dnia Lalkarstwa, odebrała z rąk sekretarza stanu w Ministerstwie Kultury i Dziedzictwa Narodowego Piotra Żuchowskiego nadany przez ministra Bogdana Zdrojewskiego Srebrny Medal „Zasłużony Kulturze Gloria Artis”. W 2023 roku otrzymała I nagrodę w VI Konkursie Literackim im. Astrid Lindgren za książkę Jak Ancymonek został Ancymonem (kat. wiekowa 0–6).